# Parc national naturel et historique du Shirkent
 (février 2010).
Si vous disposez d'ouvrages ou d'articles de référence ou si vous connaissez des sites web de qualité traitant du thème abordé ici, merci de compléter l'article en donnant les références utiles à sa vérifiabilité et en les liant à la section « Notes et références ».
Le parc national naturel et historique du Shirkent est l'un des deux parcs nationaux du Tadjikistan. Créé en 1991, il recouvre 31 900 hectares, soit 319 kilomètres carrés et est situé à l'extrémité occidentale du pays, dans le district de Tursunzadé de la Région de Subordination républicaine, non loin de la frontière de l'Ouzbékistan.
Actuellement (2008), le parc n'est pas opérationnel ; des travaux sont nécessaires pour réhabiliter les activités récréatives et touristiques en vue du bon fonctionnement de cette entité.

## Géographie
Son altitude va de 800 à 4 500 mètres au-dessus du niveau des mers Le parc est situé sur les pentes méridionales des monts Gissar en grande partie au sein du bassin versant de la rivière Shirkent, un des cours d'eau donnant lieu à la formation du Sourkhan Daria, lui-même affluent du fleuve Amou-Daria. Le parc est limité au nord par les monts Gissar et Machetly, par la rivière Obizarang à l'ouest, et par la rivière Karatag à l'est. Sur son territoire coulent pas moins de 30 cours d'eau répertoriés ; parmi eux, la rivière principale du parc est le Shirkent, long de 47 kilomètres, et écoulant en moyenne quelque 10 m3/s. Son débit est maximal en mai (26 m3/s) et minimal en décembre (2 m3/s).

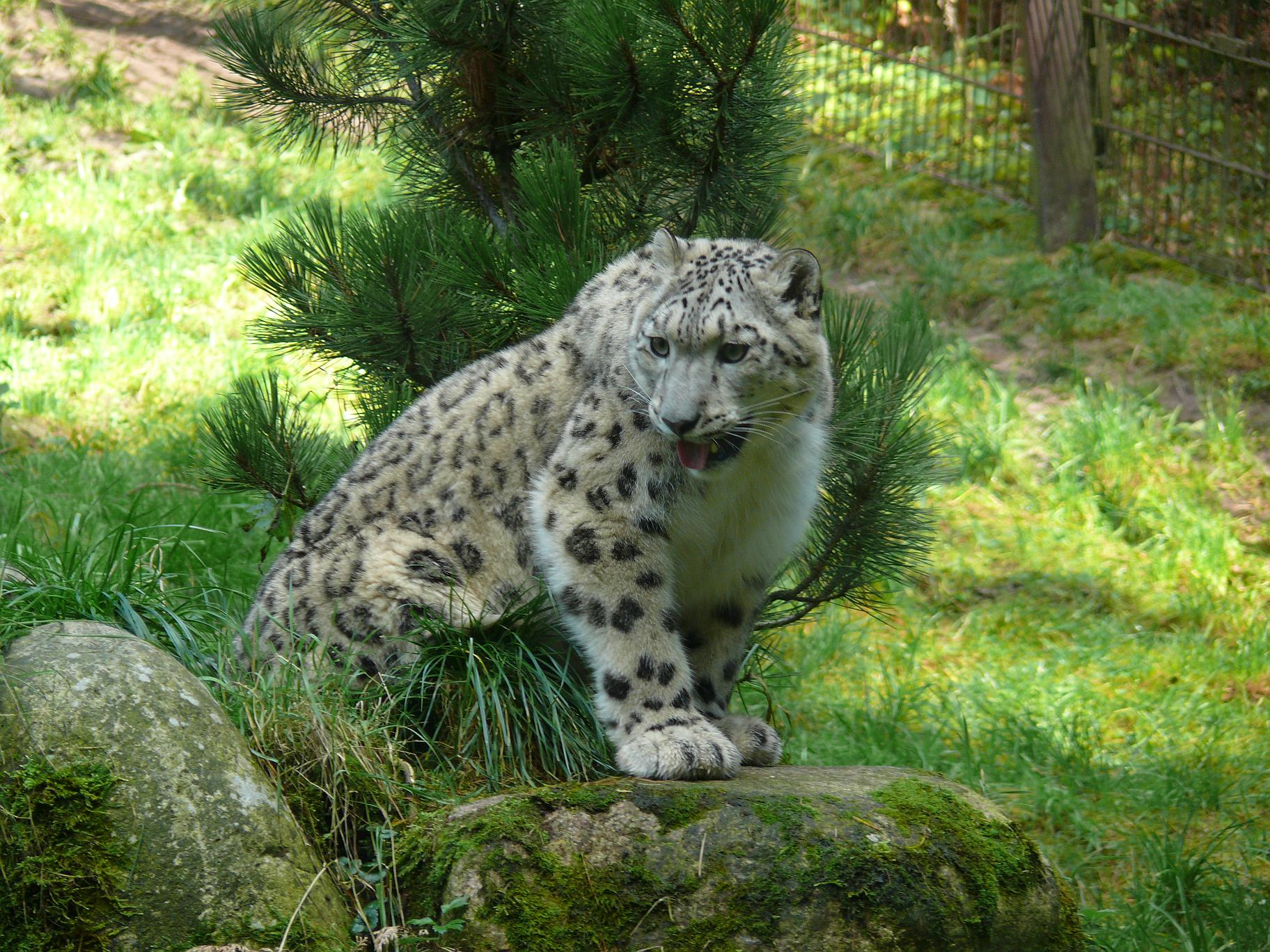
le léopard des neiges ou panthera uncia est une espèce rare et menacée

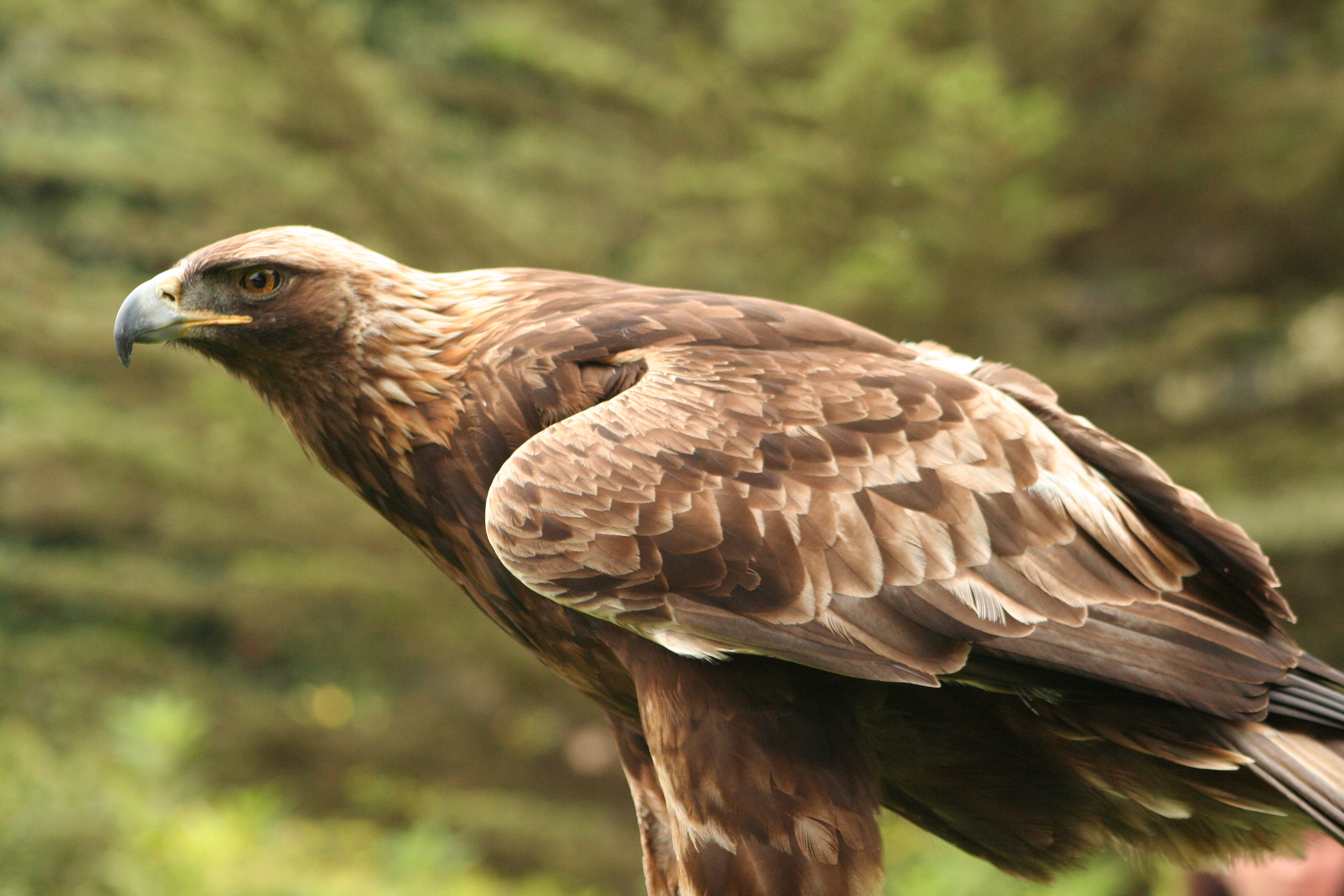
l'aigle royal ou aquila chrysaetos

Le type de sol prédominant est le sol brun de montagne que l'on retrouve entre 1 600et 2 600 mètres d'altitude. La flore consiste notamment en forêt pluviale et en forêt légère xérophytique, mais en altitude, on trouve de grandes prairies herbeuses de type alpin, des zones de savane et de steppe de montagne.

## Faune
La faune du parc national du Shirkent est très diversifiée. On y trouve 30 espèces de mammifères, 40 espèces d'oiseaux sédentaires et 55 espèces d'oiseaux migrateurs.
Parmi les animaux les plus typiques, il faut citer : 
- Mammifères : le léopard des neiges (Panthera uncia uncia), l'ours brun Ursus arctos isabelinus, le loup Canis lupus, le renard roux Vulpes vulpes.
- Oiseaux : l'aigle royal Aquila chrysaetos, le vautour fauve Gyps fulvus, le gypaète barbu Gypaetus barbatus, le faucon crécerelle Falco tinnunculus, le pic Dendrocopos.

## Sites historiques et géologiques
Sur le territoire du parc se trouvent une quarantaine de sites géologiques, paléontologiques, hydrologiques, glaciaires et historiques qui constituent autant de curiosités.
Les sites les plus importants sont trois endroits d'âge différent contenant des empreintes de dinosaures, totalisant quelque 400 empreintes de pas.